# اولیانیکو
اولیانیکو (به ایتالیایی: Oglianico) یک کومونه در ایتالیا است که در استان تورین واقع شده‌است. اولیانیکو ۶٫۲ کیلومتر مربع مساحت و ۱٬۳۶۵ نفر جمعیت دارد.